# Changyang (Yichang)
Changyang (chiń. upr. 长阳土家族自治县; chiń. trad. 長陽土家族自治縣; pinyin Chángyáng Tǔjiāzú Zìzhìxiàn) – powiat autonomiczny w południowo-zachodniej części prefektury miejskiej Yichang w prowincji Hubei w Chińskiej Republice Ludowej. Liczba mieszkańców powiatu autonomicznego w 2010 roku wynosiła 388228.